# Geopark Mecklenburgische Eiszeitlandschaft

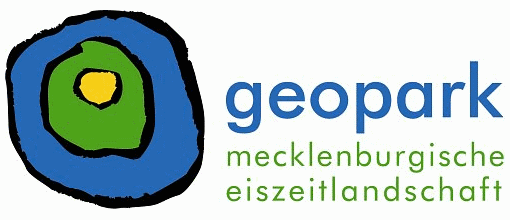
Logo des Geoparks Mecklenburgische Eiszeitlandschaft

Der  Geopark Mecklenburgische Eiszeitlandschaft befindet sich im Südosten Mecklenburg-Vorpommerns und stellt eine geologische Modellregion in Mitteleuropa dar. Mit dem Geopark-Projekt soll das geologische Naturerbe stärker als zuvor der Öffentlichkeit zugänglich und für die regionale Tourismusentwicklung nutzbar gemacht werden.

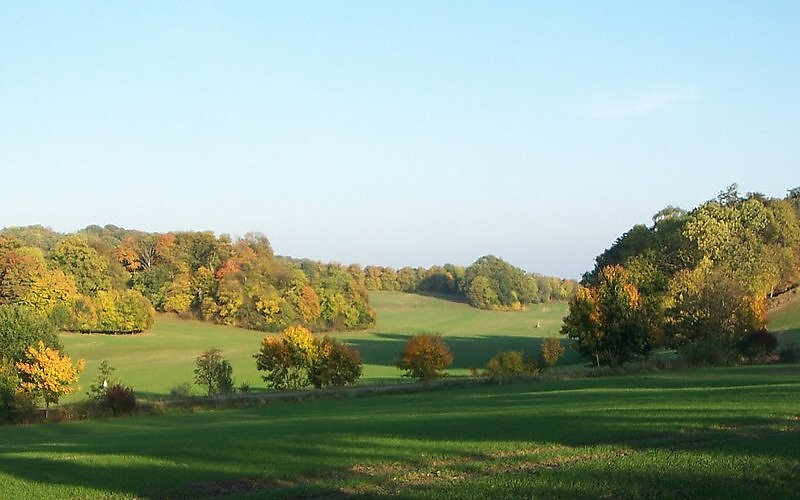
Mecklenburgische Schweiz

## Entstehung, Träger und Partner des Geopark-Projektes
Der Geowissenschaftliche Verein Neubrandenburg e. V. ist Träger des Geopark-Vorhabens und entwickelte 2001 mit dem Geologischen Dienst des Landesamtes für Umwelt, Naturschutz und Geologie ein Konzept für die Nutzung des Parks. Der 2003 zum Nationalen Geopark ernannte Naturraum erhielt schon 2004 die Anerkennung als UNESCO-Geopark. Der Geopark arbeitete seitdem im Europäischen Geopark-Netzwerk (EGN) mit. Aufgrund fehlender personeller Ausstattung der Geopark-Geschäftsstelle wurden die nationale und die internationalen Auszeichnung im Jahr 2009 zurückgegeben. Das Müritzeum Waren (Müritz) ist ein Aktionszentrum innerhalb des Parks und unterstützt diesen mit Sonderausstellungen zu speziellen Projekten.

## Geografie

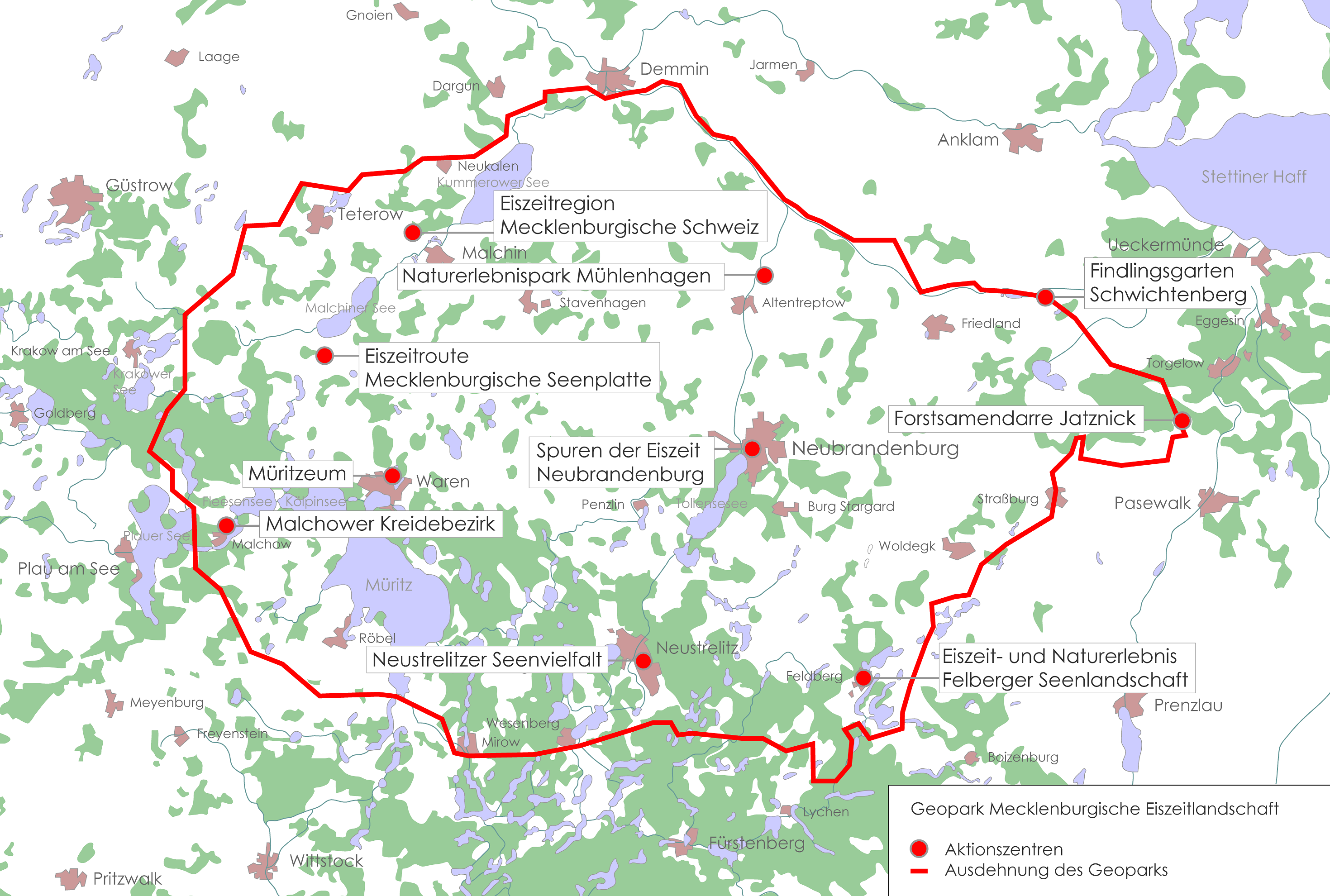
Lage des Geoparks

Der Geopark umfasst eine Fläche von etwa 4.880 km². Er reicht von Demmin bis Feldberg und von Teterow bis Pasewalk und umfasst so etwa ein Fünftel der Fläche Mecklenburg-Vorpommerns. Die bedeutendsten Landschaftsstriche sind die Mecklenburgische Seenplatte, die Mecklenburgische Schweiz, die Vorpommersche Flusslandschaft und die Feldberger Seenlandschaft. Innerhalb des Gebietes des Geoparks befinden sich zudem die Helpter und Brohmer Berge.

## Landschaftsentwicklung und -beschaffenheit

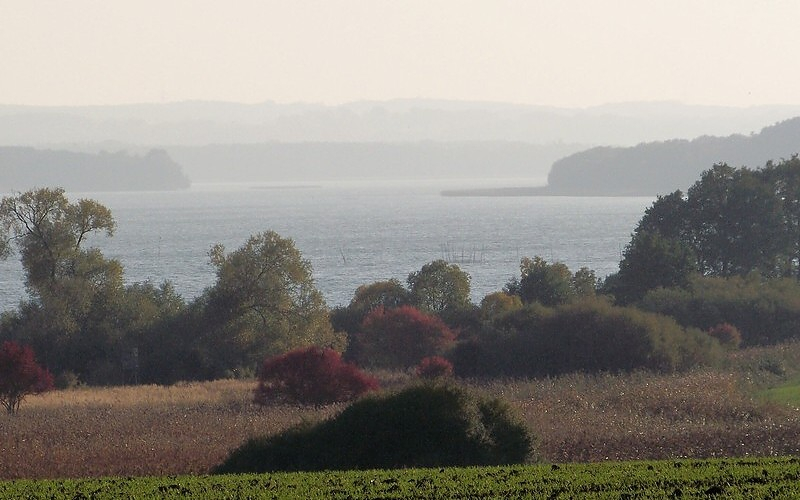
Malchiner See

Das Landschaftsbild im Geopark ist geprägt durch die pommersche Haupteisrandlage, Stauchendmoränen, Tunneltäler, Höhenzüge, Groß- und Kleinseen, langgestreckte Flusstäler, Gletscherzungenbecken, Sölle, Kesselmoore, Oser, Rinnen- und Toteisseen. Die Landschaft ist nahezu vollständig durch das Wasser geformt worden, sei es durch Gletschereis, Gletscherschmelz- oder Niederschlagswasser. Diese bemerkenswerte Naturraumbeschaffenheit ist das Ergebnis der geologischen Vorgänge während der jüngsten Vereisung, der Weichsel-Kaltzeit, deren älteste Landschaftsformungen vor ca. 25 000 Jahren im Gebiet des heutigen Geoparks entstanden. Damit sind die im Geopark anzutreffenden Landschaften und Gesteinsablagerungen geologisch sehr jung. Dementsprechend  gut sind die Formen erhalten.

## Sehenswürdigkeiten

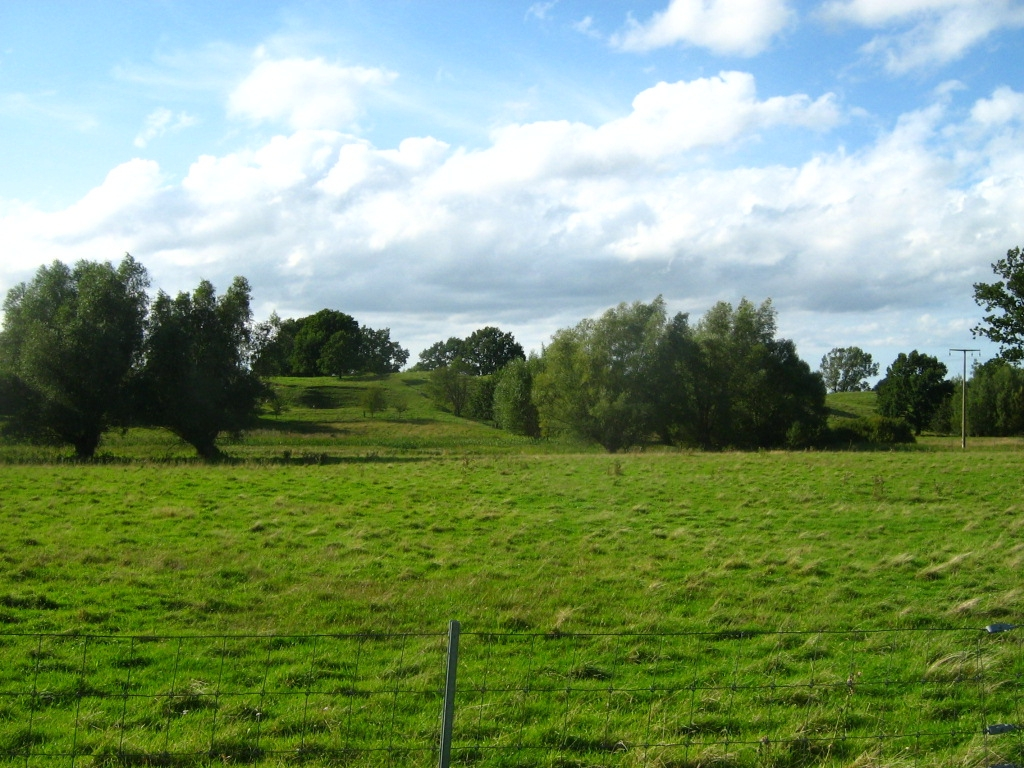
Gatschower Os

- Die Müritz – mit 110 km² nach dem Bodensee größter Binnensee Deutschlands
- Der Große Stein in Altentreptow – mit 133 m³ größter Findling auf dem deutschen Festland
- Die Helpter Berge – mit +179 mNN die höchste Erhebung in Mecklenburg-Vorpommern
- Der Stavenhagen-Gatschower Os – mit über 30 km Länge der längste Oszug des norddeutschen Vereisungsgebietes.
- Das Eemtorf-Vorkommen von Neubrandenburg – einziges vollständig erhaltenes Eemprofil auf dem Festland in Mecklenburg-Vorpommern
- Der Kiessandtagebau Neubrandenburg/Hinterste Mühle – urkundlich nachgewiesen ältester noch aktiver Kiessandabbau in Mecklenburg-Vorpommern
- Der für eine in den 2000er Jahren geplante Landesgartenschau angelegte Landschaftspark Brodaer Teiche

## Tourismus
Im Geopark wird die touristische Erschließung der natürlich vorhandenen Geotope unter Gewährleistung ihres Schutzes angestrebt.
Neben den geologischen Besonderheiten im Park werden auch archäologische, ökologische, historische und kulturelle Sehenswürdigkeiten touristisch erschlossen.